# Cordobilla de Lácara
Cordobilla de Lácara település Spanyolországban, Badajoz tartományban. Cordobilla de Lácara Cáceres, Carmonita és Mérida községekkel határos. Lakosainak száma 827 fő (2024).

## Népesség
A település népessége az utóbbi években az alábbiak szerint változott:
| Lakosok száma | 1047 | 1048 | 1008 | 967  | 987  | 974  | 945  | 909  | 878  | 827  |
|               | 2001 | 2004 | 2006 | 2009 | 2011 | 2014 | 2016 | 2019 | 2021 | 2024 |